# Disvetro
Disvetro (Disvèdar in dialetto mirandolese) è una frazione del comune di Cavezzo in provincia di Modena.
Fino al 1815 Disvetro e Villa Motta formavano il comune di Casare.

## Storia

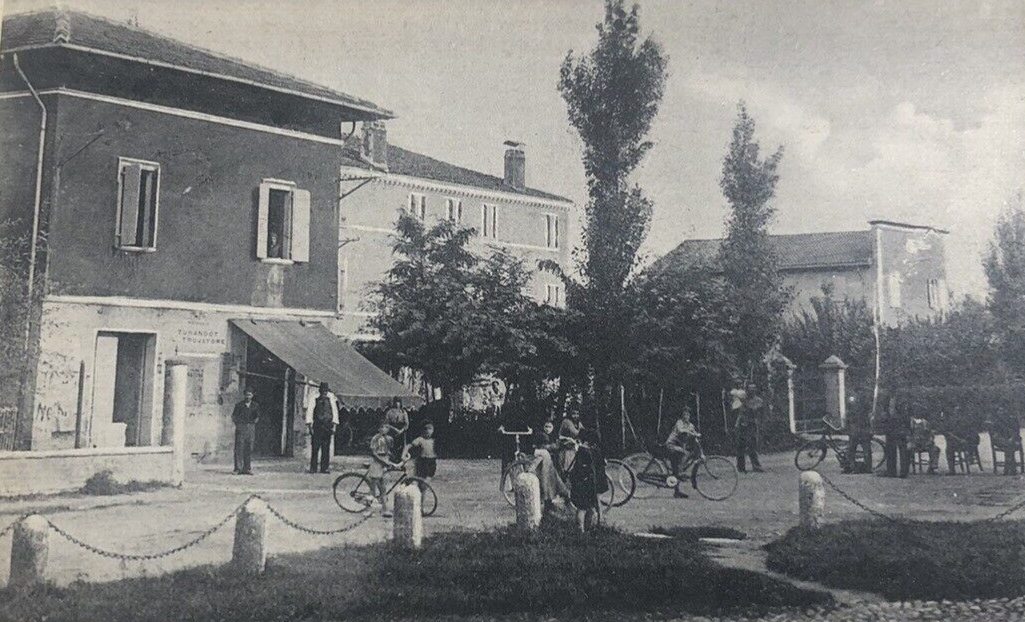
Il centro di Disvetro nel 1955

Il territorio di Disvetro fu donato nel 752 dal re Astolfo,  a sant'Anselmo, primo abate dell'Abbazia di Nonantola, rimanendo ad esso fino al 1272; dopodiché passò in proprietà al casato del Fante, ai figli di Manfredo da Quarantoli. 
Comunque, la prima notizia certa di questo paese si ha nel 992 con la denominazione di Dusveclum che poi divenne Duxvelcum, Disvetrum e infine Disvetro.
A Disvetro visse lo scrittore Antonio Delfini ed è ancora presente la sua dimora risalente al XVIII secolo.
Nel 1978 venne inaugurato l'osservatorio astronomico Geminiano Montanari, noto per aver scoperto sette asteroidi tra il 1995 e il 2001.

## Origine del nome
L'etimologia della parola Disvetro, significa vecchio condotto delle acque, oppure, luogo dove le acque scorrevano; infatti, nei tempi antichi il quinto ramo del fiume Secchia scorreva attorno ad un dosso, presso l'attuale chiesa parrocchiale.

## Geografia fisica
Il paese si trova all'estremo nord della provincia di Modena, dal cui capoluogo dista 27 km; il confine con la Lombardia si trova ad una decina di chilometri.